# Lista di asteroidi (778001-779000)
Di seguito una lista di asteroidi dal numero 778001  al 779000 con data di scoperta e scopritore.

## 778001–778100
| Nome   | Designazione provvisoria | Data di scoperta  | Scopritore                          |
| ------ | ------------------------ | ----------------- | ----------------------------------- |
| 778001 | 2009 ST402               | 26 settembre 2009 | Spacewatch                          |
| 778002 | 2009 SZ402               | 20 settembre 2009 | Mount Lemmon Survey                 |
| 778003 | 2009 SM404               | 20 settembre 2009 | Spacewatch                          |
| 778004 | 2009 SR405               | 16 settembre 2009 | Spacewatch                          |
| 778005 | 2009 SB406               | 30 settembre 2009 | Mount Lemmon Survey                 |
| 778006 | 2009 SM406               | 20 settembre 2009 | Spacewatch                          |
| 778007 | 2009 SF408               | 21 settembre 2009 | Mount Lemmon Survey                 |
| 778008 | 2009 SO408               | 24 settembre 2009 | Mount Lemmon Survey                 |
| 778009 | 2009 SV408               | 16 settembre 2009 | Spacewatch                          |
| 778010 | 2009 SX408               | 19 settembre 2009 | Spacewatch                          |
| 778011 | 2009 SE409               | 16 settembre 2009 | Mount Lemmon Survey                 |
| 778012 | 2009 SA410               | 28 settembre 2009 | Mount Lemmon Survey                 |
| 778013 | 2009 SV411               | 23 settembre 2009 | Mount Lemmon Survey                 |
| 778014 | 2009 SN413               | 24 settembre 2009 | Mount Lemmon Survey                 |
| 778015 | 2009 SV413               | 22 settembre 2009 | Mount Lemmon Survey                 |
| 778016 | 2009 SX413               | 6 febbraio 2002   | DES                                 |
| 778017 | 2009 SO414               | 29 settembre 2009 | Mount Lemmon Survey                 |
| 778018 | 2009 SP414               | 19 settembre 2009 | Spacewatch                          |
| 778019 | 2009 SX414               | 22 settembre 2009 | Spacewatch                          |
| 778020 | 2009 SY414               | 26 settembre 2009 | Spacewatch                          |
| 778021 | 2009 SA415               | 26 settembre 2009 | Spacewatch                          |
| 778022 | 2009 SQ415               | 20 settembre 2009 | Spacewatch                          |
| 778023 | 2009 SW415               | 25 settembre 2009 | Mount Lemmon Survey                 |
| 778024 | 2009 SZ415               | 27 settembre 2009 | Spacewatch                          |
| 778025 | 2009 SG416               | 16 settembre 2009 | Spacewatch                          |
| 778026 | 2009 SN416               | 20 settembre 2009 | Mount Lemmon Survey                 |
| 778027 | 2009 SW420               | 21 settembre 2009 | Mount Lemmon Survey                 |
| 778028 | 2009 SC421               | 21 settembre 2009 | Spacewatch                          |
| 778029 | 2009 SM421               | 28 settembre 2009 | Spacewatch                          |
| 778030 | 2009 SL423               | 20 settembre 2009 | Spacewatch                          |
| 778031 | 2009 SM423               | 27 settembre 2009 | Spacewatch                          |
| 778032 | 2009 SV424               | 27 settembre 2009 | Spacewatch                          |
| 778033 | 2009 SG425               | 20 settembre 2009 | Mount Lemmon Survey                 |
| 778034 | 2009 SS428               | 20 settembre 2009 | Spacewatch                          |
| 778035 | 2009 SY429               | 18 settembre 2009 | Spacewatch                          |
| 778036 | 2009 TL1                 | 19 settembre 2009 | CSS                                 |
| 778037 | 2009 TQ28                | 15 ottobre 2009   | Mount Lemmon Survey                 |
| 778038 | 2009 TU30                | 15 ottobre 2009   | Mount Lemmon Survey                 |
| 778039 | 2009 TW50                | 14 ottobre 2009   | Mount Lemmon Survey                 |
| 778040 | 2009 TJ51                | 14 ottobre 2009   | Mount Lemmon Survey                 |
| 778041 | 2009 TM52                | 5 febbraio 2011   | Pan-STARRS                          |
| 778042 | 2009 TW52                | 14 settembre 2014 | Spacewatch                          |
| 778043 | 2009 TT53                | 8 agosto 2013     | Pan-STARRS                          |
| 778044 | 2009 TU54                | 15 ottobre 2009   | Mount Lemmon Survey                 |
| 778045 | 2009 TX54                | 15 ottobre 2009   | Mount Lemmon Survey                 |
| 778046 | 2009 TJ55                | 14 ottobre 2009   | Mount Lemmon Survey                 |
| 778047 | 2009 TE56                | 14 ottobre 2009   | Mount Lemmon Survey                 |
| 778048 | 2009 TL56                | 14 ottobre 2009   | Mount Lemmon Survey                 |
| 778049 | 2009 TA57                | 14 ottobre 2009   | Mount Lemmon Survey                 |
| 778050 | 2009 TS57                | 14 ottobre 2009   | Mount Lemmon Survey                 |
| 778051 | 2009 TT57                | 15 ottobre 2009   | Spacewatch                          |
| 778052 | 2009 TA59                | 11 ottobre 2009   | Mount Lemmon Survey                 |
| 778053 | 2009 UO10                | 18 settembre 2009 | Spacewatch                          |
| 778054 | 2009 UP13                | 18 ottobre 2009   | Spacewatch                          |
| 778055 | 2009 UL23                | 14 settembre 2009 | Spacewatch                          |
| 778056 | 2009 UT27                | 22 settembre 2009 | Mount Lemmon Survey                 |
| 778057 | 2009 UV29                | 18 ottobre 2009   | Mount Lemmon Survey                 |
| 778058 | 2009 UH30                | 18 ottobre 2009   | Mount Lemmon Survey                 |
| 778059 | 2009 UV36                | 21 settembre 2009 | Mount Lemmon Survey                 |
| 778060 | 2009 UC41                | 27 settembre 2009 | Spacewatch                          |
| 778061 | 2009 UW41                | 18 ottobre 2009   | Mount Lemmon Survey                 |
| 778062 | 2009 UR42                | 18 ottobre 2009   | Mount Lemmon Survey                 |
| 778063 | 2009 UH47                | 18 ottobre 2009   | Spacewatch                          |
| 778064 | 2009 UB48                | 20 settembre 2009 | Spacewatch                          |
| 778065 | 2009 UO49                | 22 ottobre 2009   | Mount Lemmon Survey                 |
| 778066 | 2009 UD61                | 28 settembre 2009 | Mount Lemmon Survey                 |
| 778067 | 2009 UL62                | 17 ottobre 2009   | Mount Lemmon Survey                 |
| 778068 | 2009 UU63                | 17 ottobre 2009   | Mount Lemmon Survey                 |
| 778069 | 2009 UQ79                | 22 ottobre 2009   | Mount Lemmon Survey                 |
| 778070 | 2009 UL89                | 13 ottobre 2009   | Osservatorio astronomico di Maiorca |
| 778071 | 2009 UM92                | 29 settembre 2009 | Mount Lemmon Survey                 |
| 778072 | 2009 UN92                | 22 ottobre 2009   | Mount Lemmon Survey                 |
| 778073 | 2009 UF102               | 24 ottobre 2009   | Mount Lemmon Survey                 |
| 778074 | 2009 UB108               | 10 settembre 2004 | Spacewatch                          |
| 778075 | 2009 UX109               | 23 ottobre 2009   | Mount Lemmon Survey                 |
| 778076 | 2009 UK119               | 19 settembre 2009 | Spacewatch                          |
| 778077 | 2009 UC123               | 17 settembre 2009 | Mount Lemmon Survey                 |
| 778078 | 2009 UT124               | 26 ottobre 2009   | Mount Lemmon Survey                 |
| 778079 | 2009 UA150               | 27 ottobre 2009   | Spacewatch                          |
| 778080 | 2009 UD161               | 30 novembre 2014  | Mount Lemmon Survey                 |
| 778081 | 2009 UP164               | 24 ottobre 2009   | Mount Lemmon Survey                 |
| 778082 | 2009 UY164               | 23 ottobre 2009   | Spacewatch                          |
| 778083 | 2009 UE168               | 20 settembre 2014 | Pan-STARRS                          |
| 778084 | 2009 UG168               | 16 ottobre 2009   | Mount Lemmon Survey                 |
| 778085 | 2009 UQ168               | 28 marzo 2016     | Mount Lemmon Survey                 |
| 778086 | 2009 UK172               | 18 ottobre 2009   | Mount Lemmon Survey                 |
| 778087 | 2009 UQ172               | 13 marzo 2016     | Pan-STARRS                          |
| 778088 | 2009 UU172               | 24 marzo 2012     | Spacewatch                          |
| 778089 | 2009 UV172               | 6 luglio 2018     | Pan-STARRS                          |
| 778090 | 2009 UH173               | 23 ottobre 2014   | Spacewatch                          |
| 778091 | 2009 US174               | 27 ottobre 2009   | Mount Lemmon Survey                 |
| 778092 | 2009 UM175               | 27 ottobre 2009   | Mount Lemmon Survey                 |
| 778093 | 2009 UZ176               | 16 ottobre 2009   | Mount Lemmon Survey                 |
| 778094 | 2009 UA182               | 23 ottobre 2009   | Mount Lemmon Survey                 |
| 778095 | 2009 UR185               | 18 ottobre 2009   | Mount Lemmon Survey                 |
| 778096 | 2009 UV185               | 23 ottobre 2009   | Mount Lemmon Survey                 |
| 778097 | 2009 UT187               | 27 settembre 2009 | Mount Lemmon Survey                 |
| 778098 | 2009 UF189               | 16 ottobre 2009   | Mount Lemmon Survey                 |
| 778099 | 2009 UQ189               | 16 ottobre 2009   | Mount Lemmon Survey                 |
| 778100 | 2009 UW189               | 16 ottobre 2009   | Mount Lemmon Survey                 |

## 778101–778200
| Nome   | Designazione provvisoria | Data di scoperta  | Scopritore               |
| ------ | ------------------------ | ----------------- | ------------------------ |
| 778101 | 2009 UV190               | 16 ottobre 2009   | Mount Lemmon Survey      |
| 778102 | 2009 UA193               | 18 ottobre 2009   | Mount Lemmon Survey      |
| 778103 | 2009 UA194               | 27 ottobre 2009   | Mount Lemmon Survey      |
| 778104 | 2009 UB194               | 22 ottobre 2009   | Mount Lemmon Survey      |
| 778105 | 2009 UE195               | 16 ottobre 2009   | Mount Lemmon Survey      |
| 778106 | 2009 UW195               | 18 ottobre 2009   | Mount Lemmon Survey      |
| 778107 | 2009 VL8                 | 8 novembre 2009   | Mount Lemmon Survey      |
| 778108 | 2009 VK10                | 8 novembre 2009   | Mount Lemmon Survey      |
| 778109 | 2009 VB11                | 8 novembre 2009   | Mount Lemmon Survey      |
| 778110 | 2009 VX12                | 8 novembre 2009   | Mount Lemmon Survey      |
| 778111 | 2009 VQ13                | 8 novembre 2009   | Mount Lemmon Survey      |
| 778112 | 2009 VO20                | 9 novembre 2009   | Mount Lemmon Survey      |
| 778113 | 2009 VZ24                | 27 settembre 2009 | Mount Lemmon Survey      |
| 778114 | 2009 VE30                | 9 novembre 2009   | Mount Lemmon Survey      |
| 778115 | 2009 VK48                | 9 novembre 2009   | Mount Lemmon Survey      |
| 778116 | 2009 VD53                | 10 novembre 2009  | Mount Lemmon Survey      |
| 778117 | 2009 VW64                | 19 settembre 2009 | Mount Lemmon Survey      |
| 778118 | 2009 VD66                | 9 novembre 2009   | Spacewatch               |
| 778119 | 2009 VC91                | 11 novembre 2009  | Spacewatch               |
| 778120 | 2009 VO102               | 11 novembre 2009  | Spacewatch               |
| 778121 | 2009 VF107               | 16 aprile 2007    | Mount Lemmon Survey      |
| 778122 | 2009 VS124               | 10 novembre 2009  | Spacewatch               |
| 778123 | 2009 VA125               | 9 novembre 2009   | Mount Lemmon Survey      |
| 778124 | 2009 VK126               | 11 novembre 2009  | Mount Lemmon Survey      |
| 778125 | 2009 VP126               | 8 novembre 2009   | Spacewatch               |
| 778126 | 2009 VH127               | 8 novembre 2009   | Mount Lemmon Survey      |
| 778127 | 2009 VB130               | 8 novembre 2009   | Mount Lemmon Survey      |
| 778128 | 2009 VD130               | 11 novembre 2009  | Mount Lemmon Survey      |
| 778129 | 2009 VN130               | 10 novembre 2009  | Mount Lemmon Survey      |
| 778130 | 2009 VF131               | 10 novembre 2009  | Spacewatch               |
| 778131 | 2009 VY131               | 8 novembre 2009   | Spacewatch               |
| 778132 | 2009 VT132               | 8 novembre 2009   | Mount Lemmon Survey      |
| 778133 | 2009 VW133               | 10 novembre 2009  | Mount Lemmon Survey      |
| 778134 | 2009 VA134               | 10 novembre 2009  | Spacewatch               |
| 778135 | 2009 VH134               | 11 novembre 2009  | Mount Lemmon Survey      |
| 778136 | 2009 VN134               | 9 novembre 2009   | Spacewatch               |
| 778137 | 2009 WA3                 | 16 novembre 2009  | Mount Lemmon Survey      |
| 778138 | 2009 WP3                 | 16 novembre 2009  | Mount Lemmon Survey      |
| 778139 | 2009 WX3                 | 16 novembre 2009  | Mount Lemmon Survey      |
| 778140 | 2009 WK5                 | 16 novembre 2009  | Spacewatch               |
| 778141 | 2009 WU15                | 16 novembre 2009  | Spacewatch               |
| 778142 | 2009 WR19                | 17 novembre 2009  | Mount Lemmon Survey      |
| 778143 | 2009 WT28                | 16 novembre 2009  | Spacewatch               |
| 778144 | 2009 WJ42                | 17 novembre 2009  | Mount Lemmon Survey      |
| 778145 | 2009 WK46                | 18 novembre 2009  | Mount Lemmon Survey      |
| 778146 | 2009 WZ47                | 25 settembre 2009 | CSS                      |
| 778147 | 2009 WN57                | 27 ottobre 2009   | Spacewatch               |
| 778148 | 2009 WF60                | 16 settembre 2009 | Mount Lemmon Survey      |
| 778149 | 2009 WW61                | 16 novembre 2009  | Mount Lemmon Survey      |
| 778150 | 2009 WF62                | 16 novembre 2009  | Mount Lemmon Survey      |
| 778151 | 2009 WS67                | 17 novembre 2009  | Mount Lemmon Survey      |
| 778152 | 2009 WF82                | 19 novembre 2009  | Spacewatch               |
| 778153 | 2009 WQ88                | 19 novembre 2009  | Spacewatch               |
| 778154 | 2009 WL103               | 9 novembre 2009   | Mount Lemmon Survey      |
| 778155 | 2009 WY107               | 17 novembre 2009  | Mount Lemmon Survey      |
| 778156 | 2009 WT109               | 17 novembre 2009  | Mount Lemmon Survey      |
| 778157 | 2009 WO110               | 17 novembre 2009  | Mount Lemmon Survey      |
| 778158 | 2009 WQ110               | 17 novembre 2009  | Mount Lemmon Survey      |
| 778159 | 2009 WR111               | 17 novembre 2009  | Mount Lemmon Survey      |
| 778160 | 2009 WJ115               | 11 novembre 2009  | Mount Lemmon Survey      |
| 778161 | 2009 WP116               | 20 novembre 2009  | Spacewatch               |
| 778162 | 2009 WB118               | 20 novembre 2009  | Spacewatch               |
| 778163 | 2009 WL119               | 20 novembre 2009  | Spacewatch               |
| 778164 | 2009 WV120               | 20 novembre 2009  | Spacewatch               |
| 778165 | 2009 WR123               | 10 novembre 2009  | Spacewatch               |
| 778166 | 2009 WU126               | 20 novembre 2009  | Spacewatch               |
| 778167 | 2009 WH132               | 21 novembre 2009  | Spacewatch               |
| 778168 | 2009 WP132               | 21 novembre 2009  | Spacewatch               |
| 778169 | 2009 WU132               | 17 marzo 2016     | Mount Lemmon Survey      |
| 778170 | 2009 WM133               | 22 novembre 2009  | Spacewatch               |
| 778171 | 2009 WD139               | 23 novembre 2009  | Mount Lemmon Survey      |
| 778172 | 2009 WJ147               | 19 novembre 2009  | Mount Lemmon Survey      |
| 778173 | 2009 WW150               | 31 dicembre 2015  | Pan-STARRS               |
| 778174 | 2009 WZ150               | 19 novembre 2009  | Mount Lemmon Survey      |
| 778175 | 2009 WX153               | 19 novembre 2009  | Mount Lemmon Survey      |
| 778176 | 2009 WN154               | 19 novembre 2009  | Mount Lemmon Survey      |
| 778177 | 2009 WU158               | 20 novembre 2009  | Mount Lemmon Survey      |
| 778178 | 2009 WB161               | 3 novembre 2004   | Spacewatch               |
| 778179 | 2009 WS162               | 21 novembre 2009  | Spacewatch               |
| 778180 | 2009 WQ174               | 22 novembre 2009  | Spacewatch               |
| 778181 | 2009 WC175               | 26 ottobre 2009   | Spacewatch               |
| 778182 | 2009 WC182               | 23 novembre 2009  | Spacewatch               |
| 778183 | 2009 WF186               | 10 novembre 2009  | Mount Lemmon Survey      |
| 778184 | 2009 WB188               | 24 novembre 2009  | Mount Lemmon Survey      |
| 778185 | 2009 WC191               | 24 novembre 2009  | Spacewatch               |
| 778186 | 2009 WT193               | 24 novembre 2009  | Mount Lemmon Survey      |
| 778187 | 2009 WP197               | 25 novembre 2009  | Mount Lemmon Survey      |
| 778188 | 2009 WZ198               | 26 novembre 2009  | Mount Lemmon Survey      |
| 778189 | 2009 WQ210               | 18 novembre 2009  | Spacewatch               |
| 778190 | 2009 WB215               | 17 novembre 2009  | Spacewatch               |
| 778191 | 2009 WG215               | 22 novembre 2009  | Spacewatch               |
| 778192 | 2009 WF218               | 19 novembre 2009  | Osservatorio di La Silla |
| 778193 | 2009 WL220               | 16 novembre 2009  | Mount Lemmon Survey      |
| 778194 | 2009 WQ223               | 16 novembre 2009  | Mount Lemmon Survey      |
| 778195 | 2009 WF226               | 17 novembre 2009  | Mount Lemmon Survey      |
| 778196 | 2009 WL226               | 17 novembre 2009  | Mount Lemmon Survey      |
| 778197 | 2009 WT227               | 17 novembre 2009  | Mount Lemmon Survey      |
| 778198 | 2009 WQ229               | 11 febbraio 2011  | Mount Lemmon Survey      |
| 778199 | 2009 WY236               | 16 novembre 2009  | Spacewatch               |
| 778200 | 2009 WY240               | 18 novembre 2009  | Spacewatch               |

## 778201–778300
| Nome   | Designazione provvisoria | Data di scoperta  | Scopritore          |
| ------ | ------------------------ | ----------------- | ------------------- |
| 778201 | 2009 WW244               | 20 novembre 2009  | Spacewatch          |
| 778202 | 2009 WC245               | 20 novembre 2009  | Mount Lemmon Survey |
| 778203 | 2009 WH258               | 27 novembre 2009  | Mount Lemmon Survey |
| 778204 | 2009 WG273               | 3 aprile 2016     | Pan-STARRS          |
| 778205 | 2009 WU275               | 26 ottobre 2013   | Mount Lemmon Survey |
| 778206 | 2009 WB277               | 19 novembre 2009  | Mount Lemmon Survey |
| 778207 | 2009 WC277               | 14 luglio 2013    | Pan-STARRS          |
| 778208 | 2009 WX279               | 20 novembre 2014  | Pan-STARRS          |
| 778209 | 2009 WO280               | 7 febbraio 2011   | Mount Lemmon Survey |
| 778210 | 2009 WT280               | 19 novembre 2009  | Spacewatch          |
| 778211 | 2009 WV280               | 30 gennaio 2016   | Mount Lemmon Survey |
| 778212 | 2009 WW280               | 20 settembre 2014 | Pan-STARRS          |
| 778213 | 2009 WN281               | 14 agosto 2013    | Pan-STARRS          |
| 778214 | 2009 WD283               | 27 aprile 2012    | Pan-STARRS          |
| 778215 | 2009 WG284               | 20 novembre 2009  | Spacewatch          |
| 778216 | 2009 WN284               | 22 novembre 2009  | Spacewatch          |
| 778217 | 2009 WO285               | 1 maggio 2012     | Mount Lemmon Survey |
| 778218 | 2009 WY285               | 5 aprile 2016     | Pan-STARRS          |
| 778219 | 2009 WD286               | 14 marzo 2016     | Mount Lemmon Survey |
| 778220 | 2009 WT286               | 21 novembre 2009  | Spacewatch          |
| 778221 | 2009 WG287               | 11 febbraio 2016  | Pan-STARRS          |
| 778222 | 2009 WH287               | 6 giugno 2018     | Pan-STARRS          |
| 778223 | 2009 WL287               | 8 agosto 2018     | Pan-STARRS          |
| 778224 | 2009 WK288               | 27 novembre 2009  | Mount Lemmon Survey |
| 778225 | 2009 WD290               | 17 novembre 2009  | Mount Lemmon Survey |
| 778226 | 2009 WJ294               | 18 novembre 2009  | Spacewatch          |
| 778227 | 2009 WN294               | 18 novembre 2009  | Mount Lemmon Survey |
| 778228 | 2009 WT294               | 24 novembre 2009  | Spacewatch          |
| 778229 | 2009 WU295               | 27 novembre 2009  | Mount Lemmon Survey |
| 778230 | 2009 WM297               | 20 aprile 2020    | Pan-STARRS          |
| 778231 | 2009 WP299               | 26 novembre 2009  | Spacewatch          |
| 778232 | 2009 WZ299               | 23 novembre 2009  | Mount Lemmon Survey |
| 778233 | 2009 XB26                | 20 novembre 2009  | Mount Lemmon Survey |
| 778234 | 2009 XW30                | 11 dicembre 2009  | Mount Lemmon Survey |
| 778235 | 2009 YT19                | 25 dicembre 2009  | Spacewatch          |
| 778236 | 2009 YT28                | 18 dicembre 2009  | Spacewatch          |
| 778237 | 2009 YR29                | 9 dicembre 2014   | Pan-STARRS          |
| 778238 | 2009 YJ33                | 18 dicembre 2009  | Spacewatch          |
| 778239 | 2009 YN35                | 17 dicembre 2009  | Mount Lemmon Survey |
| 778240 | 2010 AM10                | 18 dicembre 2009  | Mount Lemmon Survey |
| 778241 | 2010 AQ15                | 7 gennaio 2010    | Mount Lemmon Survey |
| 778242 | 2010 AJ16                | 7 gennaio 2010    | Mount Lemmon Survey |
| 778243 | 2010 AH31                | 6 gennaio 2010    | Spacewatch          |
| 778244 | 2010 AE39                | 10 gennaio 2010   | Mount Lemmon Survey |
| 778245 | 2010 AR42                | 6 gennaio 2010    | Mount Lemmon Survey |
| 778246 | 2010 AN57                | 11 gennaio 2010   | Mount Lemmon Survey |
| 778247 | 2010 AY142               | 7 gennaio 2010    | Spacewatch          |
| 778248 | 2010 AS152               | 6 novembre 2005   | Spacewatch          |
| 778249 | 2010 AY155               | 21 novembre 2014  | Pan-STARRS          |
| 778250 | 2010 AE156               | 8 agosto 2012     | Pan-STARRS          |
| 778251 | 2010 AG158               | 24 dicembre 2014  | Mount Lemmon Survey |
| 778252 | 2010 AH158               | 22 gennaio 2015   | Pan-STARRS          |
| 778253 | 2010 AS158               | 25 dicembre 2013  | Spacewatch          |
| 778254 | 2010 AN159               | 9 novembre 2013   | Mount Lemmon Survey |
| 778255 | 2010 AK160               | 11 aprile 2016    | Pan-STARRS          |
| 778256 | 2010 AA161               | 8 luglio 2018     | Pan-STARRS          |
| 778257 | 2010 AX161               | 22 agosto 2018    | Pan-STARRS          |
| 778258 | 2010 BM146               | 18 ottobre 2012   | Pan-STARRS          |
| 778259 | 2010 BP147               | 9 aprile 2010     | Mount Lemmon Survey |
| 778260 | 2010 BK150               | 10 ottobre 2015   | Pan-STARRS          |
| 778261 | 2010 CH20                | 9 febbraio 2010   | Spacewatch          |
| 778262 | 2010 CR20                | 4 febbraio 2006   | Spacewatch          |
| 778263 | 2010 CV88                | 14 febbraio 2010  | Mount Lemmon Survey |
| 778264 | 2010 CE89                | 8 ottobre 2008    | Mount Lemmon Survey |
| 778265 | 2010 CJ97                | 14 febbraio 2010  | Mount Lemmon Survey |
| 778266 | 2010 CK97                | 14 febbraio 2010  | Mount Lemmon Survey |
| 778267 | 2010 CL99                | 12 gennaio 2010   | Spacewatch          |
| 778268 | 2010 CS104               | 9 febbraio 2010   | Spacewatch          |
| 778269 | 2010 CX108               | 14 febbraio 2010  | Mount Lemmon Survey |
| 778270 | 2010 CL114               | 6 novembre 2008   | Spacewatch          |
| 778271 | 2010 CV118               | 15 febbraio 2010  | Mount Lemmon Survey |
| 778272 | 2010 CD119               | 15 febbraio 2010  | Mount Lemmon Survey |
| 778273 | 2010 CQ122               | 15 febbraio 2010  | Mount Lemmon Survey |
| 778274 | 2010 CG151               | 14 febbraio 2010  | Spacewatch          |
| 778275 | 2010 CF167               | 28 ottobre 2008   | Mount Lemmon Survey |
| 778276 | 2010 CH167               | 14 febbraio 2010  | Mount Lemmon Survey |
| 778277 | 2010 CX173               | 6 gennaio 2010    | Spacewatch          |
| 778278 | 2010 CK178               | 13 febbraio 2010  | Spacewatch          |
| 778279 | 2010 CU248               | 6 ottobre 2018    | Mount Lemmon Survey |
| 778280 | 2010 CQ250               | 16 gennaio 2015   | Pan-STARRS          |
| 778281 | 2010 CB256               | 17 novembre 2009  | Mount Lemmon Survey |
| 778282 | 2010 CQ261               | 27 novembre 2013  | Pan-STARRS          |
| 778283 | 2010 CM262               | 7 marzo 2011      | H. Bill             |
| 778284 | 2010 CH273               | 17 ottobre 2017   | Mount Lemmon Survey |
| 778285 | 2010 CN273               | 20 aprile 2015    | Pan-STARRS          |
| 778286 | 2010 CD275               | 15 febbraio 2010  | Spacewatch          |
| 778287 | 2010 CW276               | 14 febbraio 2010  | Spacewatch          |
| 778288 | 2010 DL2                 | 16 febbraio 2010  | Mount Lemmon Survey |
| 778289 | 2010 DR2                 | 16 febbraio 2010  | Mount Lemmon Survey |
| 778290 | 2010 DY3                 | 16 febbraio 2010  | Mount Lemmon Survey |
| 778291 | 2010 DN41                | 17 febbraio 2010  | Spacewatch          |
| 778292 | 2010 DY44                | 17 febbraio 2010  | Spacewatch          |
| 778293 | 2010 DH47                | 17 febbraio 2010  | Mount Lemmon Survey |
| 778294 | 2010 DZ101               | 15 agosto 2013    | Pan-STARRS          |
| 778295 | 2010 DG108               | 27 giugno 2011    | Mount Lemmon Survey |
| 778296 | 2010 DZ108               | 6 ottobre 2008    | Spacewatch          |
| 778297 | 2010 DM110               | 5 febbraio 2016   | Pan-STARRS          |
| 778298 | 2010 DW110               | 20 gennaio 2015   | Pan-STARRS          |
| 778299 | 2010 DR111               | 6 settembre 2016  | Mount Lemmon Survey |
| 778300 | 2010 DN112               | 16 febbraio 2010  | Spacewatch          |

## 778301–778400
| Nome   | Designazione provvisoria | Data di scoperta  | Scopritore                        |
| ------ | ------------------------ | ----------------- | --------------------------------- |
| 778301 | 2010 DQ112               | 17 febbraio 2010  | Spacewatch                        |
| 778302 | 2010 EF12                | 7 marzo 2010      | R. Apitzsch                       |
| 778303 | 2010 EA31                | 5 gennaio 2006    | Mount Lemmon Survey               |
| 778304 | 2010 EU71                | 20 novembre 2008  | Spacewatch                        |
| 778305 | 2010 EN89                | 14 marzo 2010     | Spacewatch                        |
| 778306 | 2010 EE92                | 14 marzo 2010     | Mount Lemmon Survey               |
| 778307 | 2010 EZ92                | 14 marzo 2010     | Mount Lemmon Survey               |
| 778308 | 2010 ED94                | 14 marzo 2010     | Mount Lemmon Survey               |
| 778309 | 2010 ED100               | 3 giugno 2005     | Spacewatch                        |
| 778310 | 2010 EH100               | 18 febbraio 2010  | Mount Lemmon Survey               |
| 778311 | 2010 EL128               | 12 marzo 2010     | Spacewatch                        |
| 778312 | 2010 ED141               | 11 settembre 2007 | Mount Lemmon Survey               |
| 778313 | 2010 EP172               | 10 marzo 2005     | DES                               |
| 778314 | 2010 EF189               | 30 gennaio 2015   | Pan-STARRS                        |
| 778315 | 2010 EM189               | 10 agosto 2012    | Spacewatch                        |
| 778316 | 2010 ET191               | 12 marzo 2010     | Spacewatch                        |
| 778317 | 2010 FF4                 | 16 marzo 2010     | Mount Lemmon Survey               |
| 778318 | 2010 FH11                | 16 marzo 2010     | Spacewatch                        |
| 778319 | 2010 FJ16                | 12 marzo 2010     | Spacewatch                        |
| 778320 | 2010 FN26                | 19 marzo 2010     | Mount Lemmon Survey               |
| 778321 | 2010 FX48                | 22 marzo 2010     | ESA OGS                           |
| 778322 | 2010 FJ93                | 18 marzo 2010     | Spacewatch                        |
| 778323 | 2010 FA130               | 5 febbraio 2009   | Spacewatch                        |
| 778324 | 2010 FY131               | 27 marzo 2010     | WISE                              |
| 778325 | 2010 FJ133               | 28 marzo 2010     | WISE                              |
| 778326 | 2010 FR135               | 2 ottobre 2008    | Spacewatch                        |
| 778327 | 2010 FN138               | 5 luglio 2011     | Pan-STARRS                        |
| 778328 | 2010 FC141               | 1 maggio 2011     | Pan-STARRS                        |
| 778329 | 2010 FG143               | 25 marzo 2010     | Spacewatch                        |
| 778330 | 2010 FW143               | 18 marzo 2010     | Mount Lemmon Survey               |
| 778331 | 2010 FK145               | 26 gennaio 2015   | Pan-STARRS                        |
| 778332 | 2010 GJ34                | 24 aprile 2006    | Spacewatch                        |
| 778333 | 2010 GE91                | 13 aprile 2010    | WISE                              |
| 778334 | 2010 GZ94                | 14 aprile 2010    | WISE                              |
| 778335 | 2010 GB103               | 6 aprile 2010     | Mount Lemmon Survey               |
| 778336 | 2010 GW113               | 10 aprile 2010    | Spacewatch                        |
| 778337 | 2010 GG130               | 8 aprile 2010     | Spacewatch                        |
| 778338 | 2010 GJ133               | 11 aprile 2010    | Mount Lemmon Survey               |
| 778339 | 2010 GH137               | 5 aprile 2010     | Mount Lemmon Survey               |
| 778340 | 2010 GE192               | 21 gennaio 2014   | Spacewatch                        |
| 778341 | 2010 GB198               | 30 agosto 2016    | Pan-STARRS                        |
| 778342 | 2010 GG198               | 19 febbraio 2009  | Spacewatch                        |
| 778343 | 2010 GG200               | 23 gennaio 2015   | Pan-STARRS                        |
| 778344 | 2010 GN201               | 16 gennaio 2015   | Pan-STARRS                        |
| 778345 | 2010 GH203               | 5 aprile 2014     | Pan-STARRS                        |
| 778346 | 2010 GL203               | 1 aprile 2014     | Mount Lemmon Survey               |
| 778347 | 2010 GO203               | 30 luglio 2017    | Pan-STARRS                        |
| 778348 | 2010 GR203               | 29 giugno 2015    | Pan-STARRS                        |
| 778349 | 2010 GS204               | 27 luglio 2011    | Pan-STARRS                        |
| 778350 | 2010 GN207               | 12 aprile 2010    | Mount Lemmon Survey               |
| 778351 | 2010 GR207               | 9 aprile 2010     | Mount Lemmon Survey               |
| 778352 | 2010 GF210               | 8 aprile 2010     | Spacewatch                        |
| 778353 | 2010 GU211               | 8 aprile 2010     | Spacewatch                        |
| 778354 | 2010 GZ212               | 14 aprile 2010    | Mount Lemmon Survey               |
| 778355 | 2010 HZ11                | 17 aprile 2010    | WISE                              |
| 778356 | 2010 HG108               | 26 aprile 2010    | Mount Lemmon Survey               |
| 778357 | 2010 HA115               | 21 maggio 2015    | Pan-STARRS                        |
| 778358 | 2010 HF115               | 27 agosto 2016    | Pan-STARRS                        |
| 778359 | 2010 HF116               | 8 dicembre 2012   | Mount Lemmon Survey               |
| 778360 | 2010 HL120               | 2 ottobre 2008    | Mount Lemmon Survey               |
| 778361 | 2010 HB122               | 10 marzo 2016     | Pan-STARRS                        |
| 778362 | 2010 HM122               | 4 dicembre 2007   | Mount Lemmon Survey               |
| 778363 | 2010 HW123               | 21 aprile 2010    | WISE                              |
| 778364 | 2010 HR129               | 25 aprile 2010    | WISE                              |
| 778365 | 2010 HK136               | 28 gennaio 2014   | M. Langbroek                      |
| 778366 | 2010 HX138               | 22 ottobre 2012   | Pan-STARRS                        |
| 778367 | 2010 HM141               | 19 febbraio 2015  | Mount Lemmon Survey               |
| 778368 | 2010 JD32                | 6 maggio 2010     | Mount Lemmon Survey               |
| 778369 | 2010 JY32                | 6 maggio 2010     | Mount Lemmon Survey               |
| 778370 | 2010 JH36                | 5 maggio 2010     | Mount Lemmon Survey               |
| 778371 | 2010 JR36                | 5 maggio 2010     | Mount Lemmon Survey               |
| 778372 | 2010 JB39                | 5 maggio 2010     | Mount Lemmon Survey               |
| 778373 | 2010 JK45                | 7 maggio 2010     | Spacewatch                        |
| 778374 | 2010 JA46                | 7 maggio 2010     | Spacewatch                        |
| 778375 | 2010 JB80                | 11 maggio 2010    | D. L. Rabinowitz, S. Tourtellotte |
| 778376 | 2010 JD118               | 20 ottobre 2007   | Mount Lemmon Survey               |
| 778377 | 2010 JS120               | 12 maggio 2010    | Mount Lemmon Survey               |
| 778378 | 2010 JZ148               | 5 maggio 2010     | Mount Lemmon Survey               |
| 778379 | 2010 JW153               | 13 maggio 2010    | Spacewatch                        |
| 778380 | 2010 JD192               | 1 agosto 2016     | Pan-STARRS                        |
| 778381 | 2010 JY194               | 26 marzo 2009     | Mount Lemmon Survey               |
| 778382 | 2010 JO199               | 25 luglio 2017    | Pan-STARRS                        |
| 778383 | 2010 JZ205               | 14 maggio 2010    | WISE                              |
| 778384 | 2010 JN212               | 10 aprile 2010    | Spacewatch                        |
| 778385 | 2010 JC213               | 27 agosto 2011    | Pan-STARRS                        |
| 778386 | 2010 JV213               | 20 ottobre 2012   | Király, A.                        |
| 778387 | 2010 JP214               | 30 aprile 2016    | Pan-STARRS                        |
| 778388 | 2010 KH10                | 17 maggio 2010    | Spacewatch                        |
| 778389 | 2010 KC129               | 20 maggio 2010    | Mount Lemmon Survey               |
| 778390 | 2010 KS134               | 17 maggio 2010    | WISE                              |
| 778391 | 2010 KQ140               | 19 maggio 2010    | WISE                              |
| 778392 | 2010 KD150               | 26 febbraio 2014  | Pan-STARRS                        |
| 778393 | 2010 KB151               | 27 maggio 2010    | WISE                              |
| 778394 | 2010 KP151               | 27 maggio 2010    | WISE                              |
| 778395 | 2010 KW151               | 28 maggio 2010    | WISE                              |
| 778396 | 2010 KU153               | 29 maggio 2010    | WISE                              |
| 778397 | 2010 KO154               | 30 maggio 2010    | WISE                              |
| 778398 | 2010 KJ157               | 24 marzo 2014     | Pan-STARRS                        |
| 778399 | 2010 KR159               | 19 maggio 2010    | Mount Lemmon Survey               |
| 778400 | 2010 KU159               | 21 maggio 2010    | Mount Lemmon Survey               |

## 778401–778500
| Nome   | Designazione provvisoria | Data di scoperta  | Scopritore                          |
| ------ | ------------------------ | ----------------- | ----------------------------------- |
| 778401 | 2010 LT104               | 14 giugno 2010    | Mount Lemmon Survey                 |
| 778402 | 2010 LF107               | 5 giugno 2010     | Spacewatch                          |
| 778403 | 2010 LK108               | 14 giugno 2010    | Mount Lemmon Survey                 |
| 778404 | 2010 LE111               | 15 giugno 2010    | Mount Lemmon Survey                 |
| 778405 | 2010 LY133               | 11 giugno 2010    | Mount Lemmon Survey                 |
| 778406 | 2010 LW135               | 11 giugno 2015    | Pan-STARRS                          |
| 778407 | 2010 LQ136               | 12 giugno 2015    | Mount Lemmon Survey                 |
| 778408 | 2010 LF141               | 20 gennaio 2015   | Pan-STARRS                          |
| 778409 | 2010 LB143               | 20 febbraio 2015  | Pan-STARRS                          |
| 778410 | 2010 LG147               | 27 ottobre 2016   | Pan-STARRS                          |
| 778411 | 2010 LG148               | 10 settembre 2010 | CSS                                 |
| 778412 | 2010 LC160               | 11 giugno 2010    | Mount Lemmon Survey                 |
| 778413 | 2010 ME120               | 27 settembre 2016 | Pan-STARRS                          |
| 778414 | 2010 MD121               | 5 marzo 2016      | Pan-STARRS                          |
| 778415 | 2010 MF123               | 4 aprile 2008     | Mount Lemmon Survey                 |
| 778416 | 2010 MF131               | 10 febbraio 2014  | Pan-STARRS                          |
| 778417 | 2010 MN137               | 24 febbraio 2015  | Pan-STARRS                          |
| 778418 | 2010 MO137               | 23 agosto 2017    | Pan-STARRS                          |
| 778419 | 2010 MV144               | 18 settembre 2010 | Mount Lemmon Survey                 |
| 778420 | 2010 MZ147               | 20 maggio 2015    | Mount Lemmon Survey                 |
| 778421 | 2010 MJ148               | 21 giugno 2010    | Mount Lemmon Survey                 |
| 778422 | 2010 MS149               | 6 maggio 2014     | Pan-STARRS                          |
| 778423 | 2010 NS37                | 8 luglio 2010     | WISE                                |
| 778424 | 2010 NN60                | 11 luglio 2010    | WISE                                |
| 778425 | 2010 NE74                | 15 luglio 2010    | WISE                                |
| 778426 | 2010 NX118               | 6 ottobre 2008    | Mount Lemmon Survey                 |
| 778427 | 2010 ND119               | 1 luglio 2010     | WISE                                |
| 778428 | 2010 NS120               | 24 febbraio 2015  | Pan-STARRS                          |
| 778429 | 2010 NJ144               | 29 settembre 2011 | Mount Lemmon Survey                 |
| 778430 | 2010 NW146               | 8 aprile 2014     | Mount Lemmon Survey                 |
| 778431 | 2010 NN148               | 6 luglio 2010     | Spacewatch                          |
| 778432 | 2010 OD11                | 16 luglio 2010    | WISE                                |
| 778433 | 2010 OW144               | 24 febbraio 2015  | Pan-STARRS                          |
| 778434 | 2010 PZ75                | 10 giugno 2010    | Mount Lemmon Survey                 |
| 778435 | 2010 PU87                | 11 settembre 2015 | Pan-STARRS                          |
| 778436 | 2010 PN89                | 13 agosto 2010    | Spacewatch                          |
| 778437 | 2010 PE90                | 10 agosto 2010    | Spacewatch                          |
| 778438 | 2010 PU91                | 13 agosto 2010    | Spacewatch                          |
| 778439 | 2010 PT92                | 13 agosto 2010    | Spacewatch                          |
| 778440 | 2010 PC93                | 7 agosto 2010     | R. Holmes                           |
| 778441 | 2010 QT6                 | 21 agosto 2010    | W. Bickel                           |
| 778442 | 2010 RJ3                 | 12 agosto 2010    | Spacewatch                          |
| 778443 | 2010 RE4                 | 2 settembre 2010  | Mount Lemmon Survey                 |
| 778444 | 2010 RY13                | 1 settembre 2010  | Mount Lemmon Survey                 |
| 778445 | 2010 RJ17                | 2 settembre 2010  | LINEAR                              |
| 778446 | 2010 RK18                | 2 settembre 2010  | Mount Lemmon Survey                 |
| 778447 | 2010 RB22                | 3 settembre 2010  | Mount Lemmon Survey                 |
| 778448 | 2010 RA25                | 3 settembre 2000  | SDSS                                |
| 778449 | 2010 RZ27                | 3 settembre 2010  | Mount Lemmon Survey                 |
| 778450 | 2010 RA30                | 4 settembre 2010  | Mount Lemmon Survey                 |
| 778451 | 2010 RT31                | 1 settembre 2010  | Mount Lemmon Survey                 |
| 778452 | 2010 RK32                | 1 settembre 2010  | Mount Lemmon Survey                 |
| 778453 | 2010 RN33                | 11 febbraio 2008  | Mount Lemmon Survey                 |
| 778454 | 2010 RY36                | 2 settembre 2010  | L. A. Molnar, A. Vanden Heuvel      |
| 778455 | 2010 RM38                | 5 settembre 2010  | Mount Lemmon Survey                 |
| 778456 | 2010 RR42                | 3 settembre 2010  | Z. Kuli                             |
| 778457 | 2010 RN43                | 3 ottobre 2005    | Spacewatch                          |
| 778458 | 2010 RV44                | 2 settembre 2010  | Mount Lemmon Survey                 |
| 778459 | 2010 RU45                | 3 settembre 2010  | Z. Kuli                             |
| 778460 | 2010 RT53                | 4 luglio 2014     | Pan-STARRS                          |
| 778461 | 2010 RN54                | 4 settembre 2010  | Mount Lemmon Survey                 |
| 778462 | 2010 RN65                | 10 settembre 2010 | Mount Lemmon Survey                 |
| 778463 | 2010 RH66                | 4 settembre 2010  | Mount Lemmon Survey                 |
| 778464 | 2010 RK70                | 13 agosto 2010    | Spacewatch                          |
| 778465 | 2010 RO73                | 1 settembre 2010  | ESA OGS                             |
| 778466 | 2010 RF77                | 11 settembre 2010 | Mount Lemmon Survey                 |
| 778467 | 2010 RM79                | 3 settembre 2010  | Osservatorio astronomico di Maiorca |
| 778468 | 2010 RD91                | 17 settembre 2006 | Spacewatch                          |
| 778469 | 2010 RX91                | 10 settembre 2010 | Spacewatch                          |
| 778470 | 2010 RT95                | 12 settembre 2010 | Mount Lemmon Survey                 |
| 778471 | 2010 RU99                | 10 settembre 2010 | Spacewatch                          |
| 778472 | 2010 RK108               | 10 settembre 2010 | Mount Lemmon Survey                 |
| 778473 | 2010 RV113               | 11 settembre 2010 | Spacewatch                          |
| 778474 | 2010 RO120               | 27 novembre 2006  | W. Bickel                           |
| 778475 | 2010 RJ130               | 9 settembre 2010  | R. Holmes                           |
| 778476 | 2010 RT140               | 12 agosto 2010    | Spacewatch                          |
| 778477 | 2010 RQ143               | 14 settembre 2010 | Spacewatch                          |
| 778478 | 2010 RC146               | 14 settembre 2010 | Spacewatch                          |
| 778479 | 2010 RQ161               | 10 agosto 2010    | Spacewatch                          |
| 778480 | 2010 RW186               | 3 gennaio 2012    | Mount Lemmon Survey                 |
| 778481 | 2010 RM192               | 12 settembre 2016 | Mount Lemmon Survey                 |
| 778482 | 2010 RN196               | 3 settembre 2014  | Mount Lemmon Survey                 |
| 778483 | 2010 RJ197               | 6 settembre 2010  | Z. Kuli                             |
| 778484 | 2010 RT197               | 3 settembre 2010  | Mount Lemmon Survey                 |
| 778485 | 2010 RF200               | 11 ottobre 2015   | ESA OGS                             |
| 778486 | 2010 RM202               | 21 maggio 2014    | Pan-STARRS                          |
| 778487 | 2010 RK203               | 29 gennaio 2017   | Pan-STARRS                          |
| 778488 | 2010 RM204               | 18 dicembre 2015  | Mount Lemmon Survey                 |
| 778489 | 2010 RQ204               | 15 giugno 2018    | Pan-STARRS                          |
| 778490 | 2010 RY204               | 20 gennaio 2012   | Spacewatch                          |
| 778491 | 2010 RJ206               | 12 settembre 2010 | Spacewatch                          |
| 778492 | 2010 RU206               | 16 aprile 2020    | Mount Lemmon Survey                 |
| 778493 | 2010 RP207               | 4 settembre 2010  | Mount Lemmon Survey                 |
| 778494 | 2010 RA209               | 14 settembre 2010 | Spacewatch                          |
| 778495 | 2010 RB210               | 14 settembre 2010 | Mount Lemmon Survey                 |
| 778496 | 2010 RH210               | 5 settembre 2010  | Mount Lemmon Survey                 |
| 778497 | 2010 RQ210               | 11 settembre 2010 | Mount Lemmon Survey                 |
| 778498 | 2010 RC211               | 2 settembre 2010  | Mount Lemmon Survey                 |
| 778499 | 2010 RB214               | 25 ottobre 2005   | CSS                                 |
| 778500 | 2010 RC214               | 17 febbraio 2004  | Spacewatch                          |

## 778501–778600
| Nome   | Designazione provvisoria | Data di scoperta  | Scopritore          |
| ------ | ------------------------ | ----------------- | ------------------- |
| 778501 | 2010 RP214               | 5 settembre 2010  | Mount Lemmon Survey |
| 778502 | 2010 RP217               | 5 settembre 2010  | Mount Lemmon Survey |
| 778503 | 2010 RS217               | 15 settembre 2010 | Spacewatch          |
| 778504 | 2010 RW219               | 5 settembre 2010  | Mount Lemmon Survey |
| 778505 | 2010 RM221               | 2 settembre 2010  | Mount Lemmon Survey |
| 778506 | 2010 RU223               | 2 settembre 2010  | Mount Lemmon Survey |
| 778507 | 2010 RU224               | 2 settembre 2010  | Mount Lemmon Survey |
| 778508 | 2010 RA229               | 8 settembre 2010  | Spacewatch          |
| 778509 | 2010 SW                  | 16 settembre 2010 | Mount Lemmon Survey |
| 778510 | 2010 SO14                | 21 agosto 2015    | Pan-STARRS          |
| 778511 | 2010 SK17                | 2 settembre 2010  | Mount Lemmon Survey |
| 778512 | 2010 SJ21                | 28 settembre 2010 | Spacewatch          |
| 778513 | 2010 SL24                | 25 settembre 2006 | Spacewatch          |
| 778514 | 2010 SB28                | 14 novembre 2006  | Mount Lemmon Survey |
| 778515 | 2010 SA29                | 29 settembre 2010 | Mount Lemmon Survey |
| 778516 | 2010 SE35                | 19 novembre 2006  | Spacewatch          |
| 778517 | 2010 SG44                | 16 settembre 2010 | Spacewatch          |
| 778518 | 2010 SO48                | 18 settembre 2010 | Mount Lemmon Survey |
| 778519 | 2010 SL50                | 30 settembre 2010 | Mount Lemmon Survey |
| 778520 | 2010 SW50                | 29 settembre 2010 | Mount Lemmon Survey |
| 778521 | 2010 SF52                | 19 settembre 2010 | Spacewatch          |
| 778522 | 2010 SW53                | 25 febbraio 2017  | Pan-STARRS          |
| 778523 | 2010 SM56                | 13 settembre 2005 | Spacewatch          |
| 778524 | 2010 SL59                | 19 settembre 2010 | Spacewatch          |
| 778525 | 2010 SK60                | 18 settembre 2010 | Mount Lemmon Survey |
| 778526 | 2010 SR64                | 17 settembre 2010 | Mount Lemmon Survey |
| 778527 | 2010 SH65                | 29 settembre 2010 | Mount Lemmon Survey |
| 778528 | 2010 SC67                | 30 settembre 2010 | Mount Lemmon Survey |
| 778529 | 2010 SE67                | 30 settembre 2010 | Mount Lemmon Survey |
| 778530 | 2010 SS67                | 30 settembre 2010 | Mount Lemmon Survey |
| 778531 | 2010 SZ68                | 30 settembre 2010 | Mount Lemmon Survey |
| 778532 | 2010 TL3                 | 2 ottobre 2010    | Spacewatch          |
| 778533 | 2010 TJ20                | 1 ottobre 2010    | LINEAR              |
| 778534 | 2010 TE21                | 14 settembre 2010 | Spacewatch          |
| 778535 | 2010 TC22                | 17 settembre 2010 | Spacewatch          |
| 778536 | 2010 TR22                | 1 ottobre 2010    | Spacewatch          |
| 778537 | 2010 TO26                | 28 febbraio 2008  | Mount Lemmon Survey |
| 778538 | 2010 TF36                | 3 ottobre 2010    | Spacewatch          |
| 778539 | 2010 TD39                | 7 ottobre 2010    | Spacewatch          |
| 778540 | 2010 TL41                | 16 settembre 2010 | Spacewatch          |
| 778541 | 2010 TJ43                | 18 settembre 2010 | Spacewatch          |
| 778542 | 2010 TA46                | 14 settembre 2010 | Spacewatch          |
| 778543 | 2010 TA47                | 6 ottobre 2010    | R. Holmes           |
| 778544 | 2010 TQ47                | 23 novembre 2006  | Spacewatch          |
| 778545 | 2010 TO48                | 4 settembre 2010  | Spacewatch          |
| 778546 | 2010 TQ48                | 2 ottobre 2010    | Spacewatch          |
| 778547 | 2010 TG56                | 3 ottobre 2010    | Spacewatch          |
| 778548 | 2010 TY58                | 7 ottobre 2010    | Z. Kuli             |
| 778549 | 2010 TG60                | 7 ottobre 2010    | Spacewatch          |
| 778550 | 2010 TY60                | 7 ottobre 2010    | Spacewatch          |
| 778551 | 2010 TP68                | 8 ottobre 2010    | Spacewatch          |
| 778552 | 2010 TK79                | 8 ottobre 2010    | Spacewatch          |
| 778553 | 2010 TN87                | 1 ottobre 2010    | Mount Lemmon Survey |
| 778554 | 2010 TN89                | 4 settembre 2010  | Spacewatch          |
| 778555 | 2010 TZ92                | 11 settembre 2010 | Spacewatch          |
| 778556 | 2010 TJ94                | 1 ottobre 2010    | Spacewatch          |
| 778557 | 2010 TB105               | 9 ottobre 2010    | Spacewatch          |
| 778558 | 2010 TN105               | 9 ottobre 2010    | Spacewatch          |
| 778559 | 2010 TU105               | 9 ottobre 2010    | Spacewatch          |
| 778560 | 2010 TC107               | 1 ottobre 2010    | Mount Lemmon Survey |
| 778561 | 2010 TB110               | 9 ottobre 2010    | Mount Lemmon Survey |
| 778562 | 2010 TA111               | 9 ottobre 2010    | Mount Lemmon Survey |
| 778563 | 2010 TG112               | 29 settembre 2010 | Spacewatch          |
| 778564 | 2010 TA120               | 10 ottobre 2010   | Spacewatch          |
| 778565 | 2010 TH120               | 10 ottobre 2010   | Mount Lemmon Survey |
| 778566 | 2010 TZ120               | 15 settembre 2010 | Spacewatch          |
| 778567 | 2010 TD125               | 10 ottobre 2010   | Mount Lemmon Survey |
| 778568 | 2010 TN130               | 11 ottobre 2010   | Mount Lemmon Survey |
| 778569 | 2010 TS132               | 11 ottobre 2010   | Mount Lemmon Survey |
| 778570 | 2010 TF134               | 10 maggio 2005    | Mount Lemmon Survey |
| 778571 | 2010 TN134               | 11 ottobre 2010   | Mount Lemmon Survey |
| 778572 | 2010 TQ136               | 11 ottobre 2010   | Mount Lemmon Survey |
| 778573 | 2010 TK144               | 11 ottobre 2010   | Mount Lemmon Survey |
| 778574 | 2010 TX145               | 11 ottobre 2010   | Spacewatch          |
| 778575 | 2010 TR150               | 19 settembre 2010 | Mount Lemmon Survey |
| 778576 | 2010 TW157               | 30 settembre 2010 | Mount Lemmon Survey |
| 778577 | 2010 TF160               | 10 ottobre 2010   | Mount Lemmon Survey |
| 778578 | 2010 TP162               | 31 marzo 2009     | Spacewatch          |
| 778579 | 2010 TF163               | 12 ottobre 2010   | Mount Lemmon Survey |
| 778580 | 2010 TA180               | 2 ottobre 2010    | Spacewatch          |
| 778581 | 2010 TX192               | 23 dicembre 2012  | Pan-STARRS          |
| 778582 | 2010 TW193               | 8 ottobre 2010    | Spacewatch          |
| 778583 | 2010 TR197               | 12 ottobre 2010   | Mount Lemmon Survey |
| 778584 | 2010 TY200               | 31 agosto 2014    | Mount Lemmon Survey |
| 778585 | 2010 TM203               | 6 marzo 2013      | Pan-STARRS          |
| 778586 | 2010 TB204               | 2 ottobre 2010    | Mount Lemmon Survey |
| 778587 | 2010 TO204               | 22 agosto 2014    | Pan-STARRS          |
| 778588 | 2010 TV204               | 10 ottobre 2010   | Spacewatch          |
| 778589 | 2010 TV206               | 9 ottobre 2010    | Mount Lemmon Survey |
| 778590 | 2010 TY207               | 17 marzo 2013     | Mount Lemmon Survey |
| 778591 | 2010 TN208               | 20 novembre 2015  | Mount Lemmon Survey |
| 778592 | 2010 TO208               | 1 ottobre 2010    | Mount Lemmon Survey |
| 778593 | 2010 TR208               | 3 agosto 2014     | Pan-STARRS          |
| 778594 | 2010 TX208               | 12 ottobre 2010   | Mount Lemmon Survey |
| 778595 | 2010 TA209               | 8 ottobre 2015    | Pan-STARRS          |
| 778596 | 2010 TP210               | 23 luglio 2015    | Pan-STARRS          |
| 778597 | 2010 TW211               | 12 ottobre 2010   | Mount Lemmon Survey |
| 778598 | 2010 TJ213               | 14 ottobre 2010   | Mount Lemmon Survey |
| 778599 | 2010 TB214               | 13 ottobre 2010   | Mount Lemmon Survey |
| 778600 | 2010 TH217               | 12 ottobre 2010   | Mount Lemmon Survey |

## 778601–778700
| Nome   | Designazione provvisoria | Data di scoperta  | Scopritore          |
| ------ | ------------------------ | ----------------- | ------------------- |
| 778601 | 2010 TM218               | 9 ottobre 2010    | Spacewatch          |
| 778602 | 2010 TS219               | 13 ottobre 2010   | Mount Lemmon Survey |
| 778603 | 2010 TG220               | 12 ottobre 2010   | Mount Lemmon Survey |
| 778604 | 2010 TQ222               | 9 ottobre 2010    | Mount Lemmon Survey |
| 778605 | 2010 TB223               | 12 ottobre 2010   | Mount Lemmon Survey |
| 778606 | 2010 TG223               | 11 ottobre 2010   | Mount Lemmon Survey |
| 778607 | 2010 TN224               | 2 ottobre 2010    | Spacewatch          |
| 778608 | 2010 TQ224               | 13 ottobre 2010   | Mount Lemmon Survey |
| 778609 | 2010 TW224               | 10 ottobre 2010   | Mount Lemmon Survey |
| 778610 | 2010 TD225               | 11 ottobre 2010   | CSS                 |
| 778611 | 2010 TQ228               | 13 ottobre 2010   | Mount Lemmon Survey |
| 778612 | 2010 TZ228               | 13 ottobre 2010   | Mount Lemmon Survey |
| 778613 | 2010 TR230               | 13 ottobre 2010   | Spacewatch          |
| 778614 | 2010 TW230               | 14 ottobre 2010   | Mount Lemmon Survey |
| 778615 | 2010 TA234               | 13 ottobre 2010   | Mount Lemmon Survey |
| 778616 | 2010 TH236               | 10 ottobre 2010   | Mount Lemmon Survey |
| 778617 | 2010 TM236               | 1 ottobre 2010    | Mount Lemmon Survey |
| 778618 | 2010 TS236               | 1 ottobre 2010    | Mount Lemmon Survey |
| 778619 | 2010 TX237               | 9 ottobre 2010    | Mount Lemmon Survey |
| 778620 | 2010 TZ237               | 11 ottobre 2010   | Mount Lemmon Survey |
| 778621 | 2010 TP238               | 10 ottobre 2010   | Spacewatch          |
| 778622 | 2010 TE239               | 12 ottobre 2010   | Mount Lemmon Survey |
| 778623 | 2010 TE240               | 9 ottobre 2010    | Mount Lemmon Survey |
| 778624 | 2010 TF240               | 10 ottobre 2010   | Spacewatch          |
| 778625 | 2010 UU3                 | 17 ottobre 2010   | Mount Lemmon Survey |
| 778626 | 2010 UM5                 | 17 ottobre 2010   | Spacewatch          |
| 778627 | 2010 UF17                | 28 ottobre 2010   | Mount Lemmon Survey |
| 778628 | 2010 UG30                | 13 ottobre 2010   | Mount Lemmon Survey |
| 778629 | 2010 UL34                | 13 ottobre 2010   | Mount Lemmon Survey |
| 778630 | 2010 UO36                | 29 ottobre 2010   | Mount Lemmon Survey |
| 778631 | 2010 UQ40                | 17 settembre 2010 | Mount Lemmon Survey |
| 778632 | 2010 UO66                | 31 ottobre 2010   | Mount Lemmon Survey |
| 778633 | 2010 UR67                | 11 ottobre 2010   | Mount Lemmon Survey |
| 778634 | 2010 UT74                | 14 dicembre 2001  | LINEAR              |
| 778635 | 2010 UY85                | 19 ottobre 2010   | Mount Lemmon Survey |
| 778636 | 2010 UF86                | 30 ottobre 2010   | Mount Lemmon Survey |
| 778637 | 2010 UM89                | 9 ottobre 2010    | Mount Lemmon Survey |
| 778638 | 2010 UE90                | 31 ottobre 2010   | Mount Lemmon Survey |
| 778639 | 2010 UZ90                | 31 ottobre 2010   | Mount Lemmon Survey |
| 778640 | 2010 UL91                | 31 ottobre 2010   | Spacewatch          |
| 778641 | 2010 UL100               | 30 ottobre 2010   | Mount Lemmon Survey |
| 778642 | 2010 UQ102               | 3 novembre 2010   | Mount Lemmon Survey |
| 778643 | 2010 UO105               | 11 novembre 2010  | Mount Lemmon Survey |
| 778644 | 2010 UL109               | 28 ottobre 2010   | Mount Lemmon Survey |
| 778645 | 2010 UO109               | 28 ottobre 2010   | Mount Lemmon Survey |
| 778646 | 2010 UP109               | 28 ottobre 2010   | Mount Lemmon Survey |
| 778647 | 2010 UV109               | 31 ottobre 2010   | Mount Lemmon Survey |
| 778648 | 2010 UO112               | 17 ottobre 2010   | Mount Lemmon Survey |
| 778649 | 2010 UC116               | 17 ottobre 2010   | Mount Lemmon Survey |
| 778650 | 2010 UZ116               | 31 ottobre 2010   | Mount Lemmon Survey |
| 778651 | 2010 US117               | 10 ottobre 2015   | Pan-STARRS          |
| 778652 | 2010 UE118               | 2 settembre 2014  | Pan-STARRS          |
| 778653 | 2010 US119               | 25 aprile 2017    | Pan-STARRS          |
| 778654 | 2010 UW123               | 30 ottobre 2010   | CSS                 |
| 778655 | 2010 UP124               | 17 ottobre 2010   | Mount Lemmon Survey |
| 778656 | 2010 UW125               | 29 ottobre 2010   | Mount Lemmon Survey |
| 778657 | 2010 UE126               | 28 ottobre 2010   | Mount Lemmon Survey |
| 778658 | 2010 UK127               | 28 ottobre 2010   | Mount Lemmon Survey |
| 778659 | 2010 UD128               | 17 ottobre 2010   | Mount Lemmon Survey |
| 778660 | 2010 US129               | 17 ottobre 2010   | Mount Lemmon Survey |
| 778661 | 2010 UH130               | 17 ottobre 2010   | Mount Lemmon Survey |
| 778662 | 2010 UM130               | 30 ottobre 2010   | Mount Lemmon Survey |
| 778663 | 2010 UP131               | 30 ottobre 2010   | Mount Lemmon Survey |
| 778664 | 2010 UJ135               | 31 ottobre 2010   | Mount Lemmon Survey |
| 778665 | 2010 UY135               | 25 luglio 2014    | Pan-STARRS          |
| 778666 | 2010 UU136               | 17 ottobre 2010   | Mount Lemmon Survey |
| 778667 | 2010 UF138               | 17 ottobre 2010   | Mount Lemmon Survey |
| 778668 | 2010 US138               | 28 ottobre 2010   | Mount Lemmon Survey |
| 778669 | 2010 VE3                 | 1 novembre 2010   | Mount Lemmon Survey |
| 778670 | 2010 VZ5                 | 1 novembre 2010   | Mount Lemmon Survey |
| 778671 | 2010 VQ18                | 2 novembre 2010   | Mount Lemmon Survey |
| 778672 | 2010 VB33                | 3 novembre 2010   | Mount Lemmon Survey |
| 778673 | 2010 VD34                | 1 ottobre 2010    | Mount Lemmon Survey |
| 778674 | 2010 VL35                | 16 settembre 2010 | Mount Lemmon Survey |
| 778675 | 2010 VA42                | 1 novembre 2010   | CSS                 |
| 778676 | 2010 VT42                | 18 settembre 2010 | Mount Lemmon Survey |
| 778677 | 2010 VE43                | 1 novembre 2010   | Mount Lemmon Survey |
| 778678 | 2010 VW44                | 1 novembre 2010   | Mount Lemmon Survey |
| 778679 | 2010 VR47                | 2 novembre 2010   | Spacewatch          |
| 778680 | 2010 VH51                | 3 novembre 2010   | Spacewatch          |
| 778681 | 2010 VX51                | 3 novembre 2010   | Mount Lemmon Survey |
| 778682 | 2010 VV52                | 3 novembre 2010   | Mount Lemmon Survey |
| 778683 | 2010 VW56                | 3 novembre 2010   | Mount Lemmon Survey |
| 778684 | 2010 VB67                | 2 ottobre 2010    | Mount Lemmon Survey |
| 778685 | 2010 VO71                | 4 dicembre 2005   | Mount Lemmon Survey |
| 778686 | 2010 VJ79                | 20 agosto 2014    | Pan-STARRS          |
| 778687 | 2010 VU93                | 7 novembre 2010   | Mount Lemmon Survey |
| 778688 | 2010 VZ93                | 7 novembre 2010   | Mount Lemmon Survey |
| 778689 | 2010 VN94                | 7 novembre 2010   | Mount Lemmon Survey |
| 778690 | 2010 VZ120               | 8 novembre 2010   | Spacewatch          |
| 778691 | 2010 VC122               | 8 novembre 2010   | Mount Lemmon Survey |
| 778692 | 2010 VE122               | 8 novembre 2010   | Mount Lemmon Survey |
| 778693 | 2010 VV122               | 8 novembre 2010   | Mount Lemmon Survey |
| 778694 | 2010 VP134               | 10 novembre 2010  | Spacewatch          |
| 778695 | 2010 VX135               | 19 ottobre 2010   | Mount Lemmon Survey |
| 778696 | 2010 VL141               | 6 novembre 2010   | Mount Lemmon Survey |
| 778697 | 2010 VH142               | 6 novembre 2010   | Mount Lemmon Survey |
| 778698 | 2010 VV143               | 6 novembre 2010   | Mount Lemmon Survey |
| 778699 | 2010 VM145               | 6 novembre 2010   | Mount Lemmon Survey |
| 778700 | 2010 VM149               | 6 novembre 2010   | Mount Lemmon Survey |

## 778701–778800
| Nome   | Designazione provvisoria | Data di scoperta  | Scopritore             |
| ------ | ------------------------ | ----------------- | ---------------------- |
| 778701 | 2010 VY157               | 8 novembre 2010   | Mount Lemmon Survey    |
| 778702 | 2010 VD158               | 8 novembre 2010   | P. Forshay, M. Micheli |
| 778703 | 2010 VJ158               | 8 novembre 2010   | P. Forshay, M. Micheli |
| 778704 | 2010 VQ158               | 8 novembre 2010   | P. Forshay, M. Micheli |
| 778705 | 2010 VR158               | 8 novembre 2010   | P. Forshay, M. Micheli |
| 778706 | 2010 VY161               | 10 novembre 2010  | Spacewatch             |
| 778707 | 2010 VY163               | 10 novembre 2010  | Spacewatch             |
| 778708 | 2010 VE165               | 10 novembre 2010  | Spacewatch             |
| 778709 | 2010 VG177               | 11 novembre 2010  | Mount Lemmon Survey    |
| 778710 | 2010 VM186               | 13 novembre 2010  | Mount Lemmon Survey    |
| 778711 | 2010 VB188               | 13 novembre 2010  | Mount Lemmon Survey    |
| 778712 | 2010 VA196               | 12 novembre 2010  | Mount Lemmon Survey    |
| 778713 | 2010 VF197               | 30 ottobre 2010   | Mount Lemmon Survey    |
| 778714 | 2010 VC216               | 30 gennaio 2011   | Pan-STARRS             |
| 778715 | 2010 VK218               | 5 dicembre 2010   | Mount Lemmon Survey    |
| 778716 | 2010 VW230               | 20 agosto 2014    | Pan-STARRS             |
| 778717 | 2010 VN232               | 12 ottobre 2015   | Pan-STARRS             |
| 778718 | 2010 VE233               | 15 aprile 2013    | Pan-STARRS             |
| 778719 | 2010 VL233               | 7 giugno 2013     | Pan-STARRS             |
| 778720 | 2010 VV239               | 12 novembre 2010  | Mount Lemmon Survey    |
| 778721 | 2010 VZ240               | 1 novembre 2010   | Mount Lemmon Survey    |
| 778722 | 2010 VP241               | 25 luglio 2015    | Pan-STARRS             |
| 778723 | 2010 VA242               | 19 aprile 2013    | Pan-STARRS             |
| 778724 | 2010 VT242               | 28 giugno 2014    | Pan-STARRS             |
| 778725 | 2010 VY242               | 9 dicembre 2015   | Mount Lemmon Survey    |
| 778726 | 2010 VZ245               | 27 agosto 2014    | Pan-STARRS             |
| 778727 | 2010 VM247               | 7 novembre 2010   | Mount Lemmon Survey    |
| 778728 | 2010 VP247               | 23 agosto 2014    | Pan-STARRS             |
| 778729 | 2010 VH248               | 1 novembre 2010   | Mount Lemmon Survey    |
| 778730 | 2010 VT248               | 2 novembre 2010   | Mount Lemmon Survey    |
| 778731 | 2010 VE252               | 7 novembre 2010   | Mount Lemmon Survey    |
| 778732 | 2010 VO252               | 10 novembre 2010  | Mount Lemmon Survey    |
| 778733 | 2010 VM256               | 4 novembre 2010   | Mount Lemmon Survey    |
| 778734 | 2010 VS256               | 8 novembre 2010   | Spacewatch             |
| 778735 | 2010 VM257               | 2 novembre 2010   | Mount Lemmon Survey    |
| 778736 | 2010 VP258               | 1 novembre 2010   | Mount Lemmon Survey    |
| 778737 | 2010 VZ258               | 1 novembre 2010   | Spacewatch             |
| 778738 | 2010 VA262               | 14 novembre 2010  | Mount Lemmon Survey    |
| 778739 | 2010 VP262               | 6 novembre 2010   | Mount Lemmon Survey    |
| 778740 | 2010 VB263               | 11 novembre 2010  | Mount Lemmon Survey    |
| 778741 | 2010 VH264               | 8 novembre 2010   | Mount Lemmon Survey    |
| 778742 | 2010 VJ264               | 2 novembre 2010   | Mount Lemmon Survey    |
| 778743 | 2010 VT265               | 1 novembre 2010   | Spacewatch             |
| 778744 | 2010 VW265               | 3 novembre 2010   | Mount Lemmon Survey    |
| 778745 | 2010 VZ266               | 1 novembre 2010   | Mount Lemmon Survey    |
| 778746 | 2010 VQ267               | 12 novembre 2010  | Mount Lemmon Survey    |
| 778747 | 2010 VN271               | 28 settembre 2009 | Mount Lemmon Survey    |
| 778748 | 2010 VU271               | 2 novembre 2010   | Spacewatch             |
| 778749 | 2010 VX271               | 8 novembre 2010   | Mount Lemmon Survey    |
| 778750 | 2010 VE272               | 13 novembre 2010  | Mount Lemmon Survey    |
| 778751 | 2010 VU273               | 12 novembre 2010  | Mount Lemmon Survey    |
| 778752 | 2010 VC274               | 12 novembre 2010  | Mount Lemmon Survey    |
| 778753 | 2010 VJ274               | 13 novembre 2010  | Mount Lemmon Survey    |
| 778754 | 2010 VK274               | 5 novembre 2010   | Spacewatch             |
| 778755 | 2010 VP276               | 14 novembre 2010  | Spacewatch             |
| 778756 | 2010 VO277               | 8 novembre 2010   | Mount Lemmon Survey    |
| 778757 | 2010 VG278               | 3 novembre 2010   | Mount Lemmon Survey    |
| 778758 | 2010 VX278               | 3 novembre 2010   | Mount Lemmon Survey    |
| 778759 | 2010 VH279               | 3 novembre 2010   | Mount Lemmon Survey    |
| 778760 | 2010 VU279               | 3 novembre 2010   | Mount Lemmon Survey    |
| 778761 | 2010 VC280               | 10 novembre 2010  | Spacewatch             |
| 778762 | 2010 VT280               | 2 novembre 2010   | Mount Lemmon Survey    |
| 778763 | 2010 VU280               | 11 novembre 2010  | Mount Lemmon Survey    |
| 778764 | 2010 VX280               | 10 novembre 2010  | Mount Lemmon Survey    |
| 778765 | 2010 VG282               | 6 novembre 2010   | Mount Lemmon Survey    |
| 778766 | 2010 VF283               | 13 novembre 2010  | Mount Lemmon Survey    |
| 778767 | 2010 VT285               | 3 novembre 2010   | Spacewatch             |
| 778768 | 2010 VV285               | 14 novembre 2010  | Spacewatch             |
| 778769 | 2010 VZ286               | 3 novembre 2010   | Mount Lemmon Survey    |
| 778770 | 2010 WZ1                 | 26 novembre 2010  | Mount Lemmon Survey    |
| 778771 | 2010 WX5                 | 27 novembre 2010  | Mount Lemmon Survey    |
| 778772 | 2010 WB18                | 27 novembre 2010  | Mount Lemmon Survey    |
| 778773 | 2010 WF18                | 27 novembre 2010  | Mount Lemmon Survey    |
| 778774 | 2010 WB19                | 27 novembre 2010  | Mount Lemmon Survey    |
| 778775 | 2010 WR20                | 27 novembre 2010  | Mount Lemmon Survey    |
| 778776 | 2010 WS20                | 13 novembre 2010  | Spacewatch             |
| 778777 | 2010 WH24                | 14 ottobre 2010   | Mount Lemmon Survey    |
| 778778 | 2010 WW25                | 27 novembre 2010  | Mount Lemmon Survey    |
| 778779 | 2010 WD26                | 10 novembre 2010  | Mount Lemmon Survey    |
| 778780 | 2010 WM26                | 27 novembre 2010  | Mount Lemmon Survey    |
| 778781 | 2010 WG30                | 27 novembre 2010  | Mount Lemmon Survey    |
| 778782 | 2010 WC39                | 8 novembre 2010   | Mount Lemmon Survey    |
| 778783 | 2010 WK39                | 27 novembre 2010  | Mount Lemmon Survey    |
| 778784 | 2010 WE40                | 3 novembre 2010   | Spacewatch             |
| 778785 | 2010 WE44                | 27 novembre 2010  | Mount Lemmon Survey    |
| 778786 | 2010 WS44                | 13 ottobre 2010   | Mount Lemmon Survey    |
| 778787 | 2010 WO50                | 28 novembre 2010  | Spacewatch             |
| 778788 | 2010 WY52                | 28 novembre 2010  | Mount Lemmon Survey    |
| 778789 | 2010 WJ53                | 28 novembre 2010  | Mount Lemmon Survey    |
| 778790 | 2010 WH54                | 11 novembre 2010  | Spacewatch             |
| 778791 | 2010 WZ56                | 30 novembre 2010  | Mount Lemmon Survey    |
| 778792 | 2010 WZ76                | 31 agosto 2014    | Pan-STARRS             |
| 778793 | 2010 WF77                | 25 novembre 2010  | Mount Lemmon Survey    |
| 778794 | 2010 WP78                | 27 novembre 2010  | Mount Lemmon Survey    |
| 778795 | 2010 WQ79                | 28 novembre 2010  | Mount Lemmon Survey    |
| 778796 | 2010 WC80                | 26 novembre 2010  | Mount Lemmon Survey    |
| 778797 | 2010 XT6                 | 12 novembre 2010  | Mount Lemmon Survey    |
| 778798 | 2010 XQ8                 | 6 novembre 2010   | Mount Lemmon Survey    |
| 778799 | 2010 XX14                | 4 dicembre 2010   | Mount Lemmon Survey    |
| 778800 | 2010 XX19                | 13 novembre 2010  | Mount Lemmon Survey    |

## 778801–778900
| Nome   | Designazione provvisoria | Data di scoperta  | Scopritore            |
| ------ | ------------------------ | ----------------- | --------------------- |
| 778801 | 2010 XO24                | 2 dicembre 2010   | CSS                   |
| 778802 | 2010 XO27                | 10 novembre 2010  | Spacewatch            |
| 778803 | 2010 XM41                | 8 agosto 2004     | SSS                   |
| 778804 | 2010 XA43                | 14 novembre 2010  | Mount Lemmon Survey   |
| 778805 | 2010 XD43                | 27 novembre 2010  | Mount Lemmon Survey   |
| 778806 | 2010 XF55                | 10 dicembre 2010  | Mount Lemmon Survey   |
| 778807 | 2010 XH59                | 8 dicembre 2010   | Spacewatch            |
| 778808 | 2010 XO74                | 8 novembre 2010   | Mount Lemmon Survey   |
| 778809 | 2010 XG76                | 16 luglio 2004    | DES                   |
| 778810 | 2010 XK82                | 3 dicembre 2010   | Mount Lemmon Survey   |
| 778811 | 2010 XQ90                | 28 novembre 2010  | Mount Lemmon Survey   |
| 778812 | 2010 XH92                | 14 dicembre 2010  | Mount Lemmon Survey   |
| 778813 | 2010 XQ92                | 6 dicembre 2010   | Mount Lemmon Survey   |
| 778814 | 2010 XL93                | 14 dicembre 2010  | Mount Lemmon Survey   |
| 778815 | 2010 XG96                | 5 dicembre 2010   | Mount Lemmon Survey   |
| 778816 | 2010 XO97                | 1 luglio 2013     | Pan-STARRS            |
| 778817 | 2010 XS100               | 14 dicembre 2010  | Mount Lemmon Survey   |
| 778818 | 2010 XE101               | 3 dicembre 2010   | Mount Lemmon Survey   |
| 778819 | 2010 XJ102               | 3 ottobre 2014    | Mount Lemmon Survey   |
| 778820 | 2010 XK103               | 15 aprile 2013    | Pan-STARRS            |
| 778821 | 2010 XK104               | 26 febbraio 2012  | Mount Lemmon Survey   |
| 778822 | 2010 XS104               | 4 agosto 2014     | Pan-STARRS            |
| 778823 | 2010 XW104               | 17 novembre 2014  | Mount Lemmon Survey   |
| 778824 | 2010 XY104               | 3 giugno 2013     | Mount Lemmon Survey   |
| 778825 | 2010 XB106               | 27 agosto 2014    | Pan-STARRS            |
| 778826 | 2010 XU106               | 2 dicembre 2010   | Mount Lemmon Survey   |
| 778827 | 2010 XH107               | 22 agosto 2014    | Pan-STARRS            |
| 778828 | 2010 XJ107               | 8 gennaio 2016    | Pan-STARRS            |
| 778829 | 2010 XC108               | 13 dicembre 2015  | Pan-STARRS            |
| 778830 | 2010 XM108               | 31 gennaio 2016   | Pan-STARRS            |
| 778831 | 2010 XN109               | 13 dicembre 2010  | M. Micheli, L. Wells  |
| 778832 | 2010 XZ109               | 3 dicembre 2010   | Mount Lemmon Survey   |
| 778833 | 2010 XG110               | 8 dicembre 2010   | Mount Lemmon Survey   |
| 778834 | 2010 XP110               | 14 dicembre 2010  | Mount Lemmon Survey   |
| 778835 | 2010 XA116               | 4 dicembre 2010   | Mount Lemmon Survey   |
| 778836 | 2010 XV116               | 4 dicembre 2010   | Mount Lemmon Survey   |
| 778837 | 2010 XW116               | 14 dicembre 2010  | Mount Lemmon Survey   |
| 778838 | 2010 XD117               | 2 dicembre 2010   | Mount Lemmon Survey   |
| 778839 | 2010 XJ117               | 13 dicembre 2010  | Mount Lemmon Survey   |
| 778840 | 2010 XS118               | 3 dicembre 2010   | Mount Lemmon Survey   |
| 778841 | 2010 XP119               | 1 dicembre 2010   | Mount Lemmon Survey   |
| 778842 | 2010 XY121               | 4 dicembre 2010   | Mount Lemmon Survey   |
| 778843 | 2010 XK123               | 6 dicembre 2010   | Mount Lemmon Survey   |
| 778844 | 2010 XN123               | 5 dicembre 2010   | Mount Lemmon Survey   |
| 778845 | 2010 XP123               | 3 dicembre 2010   | Mount Lemmon Survey   |
| 778846 | 2010 XY123               | 13 dicembre 2010  | M. Micheli, L. Wells  |
| 778847 | 2010 XH124               | 13 dicembre 2010  | Mount Lemmon Survey   |
| 778848 | 2010 XR124               | 5 dicembre 2010   | Mount Lemmon Survey   |
| 778849 | 2010 XT124               | 2 dicembre 2010   | Mount Lemmon Survey   |
| 778850 | 2011 AZ4                 | 25 dicembre 2010  | Mount Lemmon Survey   |
| 778851 | 2011 AZ5                 | 30 dicembre 2010  | Z. Kuli, K. Sárneczky |
| 778852 | 2011 AM24                | 11 gennaio 2011   | CSS                   |
| 778853 | 2011 AM28                | 11 gennaio 2011   | Spacewatch            |
| 778854 | 2011 AH59                | 12 gennaio 2011   | Mount Lemmon Survey   |
| 778855 | 2011 AO60                | 16 novembre 2010  | Mount Lemmon Survey   |
| 778856 | 2011 AP67                | 3 gennaio 2011    | Mount Lemmon Survey   |
| 778857 | 2011 AX69                | 13 gennaio 2011   | Mount Lemmon Survey   |
| 778858 | 2011 AB74                | 4 gennaio 2011    | Mount Lemmon Survey   |
| 778859 | 2011 AS85                | 3 agosto 2014     | Pan-STARRS            |
| 778860 | 2011 AL86                | 27 aprile 2012    | Pan-STARRS            |
| 778861 | 2011 AL87                | 2 gennaio 2011    | Mount Lemmon Survey   |
| 778862 | 2011 AS87                | 18 novembre 2015  | Pan-STARRS            |
| 778863 | 2011 AD88                | 5 gennaio 2011    | CSS                   |
| 778864 | 2011 AK88                | 8 gennaio 2011    | Mount Lemmon Survey   |
| 778865 | 2011 AX88                | 8 gennaio 2011    | Mount Lemmon Survey   |
| 778866 | 2011 AN90                | 4 gennaio 2011    | Mount Lemmon Survey   |
| 778867 | 2011 AP91                | 14 gennaio 2011   | Mount Lemmon Survey   |
| 778868 | 2011 AN92                | 9 gennaio 2011    | Mount Lemmon Survey   |
| 778869 | 2011 AO92                | 3 ottobre 2014    | Mount Lemmon Survey   |
| 778870 | 2011 AP92                | 2 settembre 2014  | Pan-STARRS            |
| 778871 | 2011 AW92                | 6 febbraio 2016   | Mount Lemmon Survey   |
| 778872 | 2011 AG93                | 7 marzo 2016      | Pan-STARRS            |
| 778873 | 2011 AM93                | 13 novembre 2014  | Calar Alto Obs.       |
| 778874 | 2011 AT95                | 13 gennaio 2011   | Mount Lemmon Survey   |
| 778875 | 2011 AC96                | 15 gennaio 2011   | Mount Lemmon Survey   |
| 778876 | 2011 AM98                | 4 gennaio 2011    | Mount Lemmon Survey   |
| 778877 | 2011 AQ100               | 2 gennaio 2011    | Mount Lemmon Survey   |
| 778878 | 2011 AW100               | 11 gennaio 2011   | Mount Lemmon Survey   |
| 778879 | 2011 AV101               | 10 gennaio 2011   | Mount Lemmon Survey   |
| 778880 | 2011 AD102               | 14 gennaio 2011   | Mount Lemmon Survey   |
| 778881 | 2011 AJ102               | 14 gennaio 2011   | Mount Lemmon Survey   |
| 778882 | 2011 AU102               | 12 gennaio 2011   | Mount Lemmon Survey   |
| 778883 | 2011 AF103               | 16 settembre 2009 | Spacewatch            |
| 778884 | 2011 AG103               | 2 gennaio 2011    | Mount Lemmon Survey   |
| 778885 | 2011 AB104               | 8 gennaio 2011    | Mount Lemmon Survey   |
| 778886 | 2011 AG104               | 9 gennaio 2011    | Mount Lemmon Survey   |
| 778887 | 2011 AN105               | 14 gennaio 2011   | Mount Lemmon Survey   |
| 778888 | 2011 AV106               | 12 gennaio 2011   | Spacewatch            |
| 778889 | 2011 AB108               | 14 gennaio 2011   | Mount Lemmon Survey   |
| 778890 | 2011 AY108               | 2 gennaio 2011    | Mount Lemmon Survey   |
| 778891 | 2011 AD110               | 4 gennaio 2011    | Mount Lemmon Survey   |
| 778892 | 2011 AM110               | 12 gennaio 2011   | Mount Lemmon Survey   |
| 778893 | 2011 AN110               | 2 gennaio 2011    | Mount Lemmon Survey   |
| 778894 | 2011 AD111               | 14 gennaio 2011   | Mount Lemmon Survey   |
| 778895 | 2011 BU                  | 3 gennaio 2011    | Mount Lemmon Survey   |
| 778896 | 2011 BS1                 | 16 gennaio 2011   | Mount Lemmon Survey   |
| 778897 | 2011 BJ3                 | 25 ottobre 2005   | Spacewatch            |
| 778898 | 2011 BZ6                 | 16 gennaio 2011   | Mount Lemmon Survey   |
| 778899 | 2011 BB16                | 24 gennaio 2011   | K. Levin              |
| 778900 | 2011 BZ17                | 14 gennaio 2011   | Spacewatch            |

## 778901–779000
| Nome   | Designazione provvisoria | Data di scoperta  | Scopritore            |
| ------ | ------------------------ | ----------------- | --------------------- |
| 778901 | 2011 BB21                | 23 gennaio 2011   | Mount Lemmon Survey   |
| 778902 | 2011 BP21                | 23 gennaio 2011   | Mount Lemmon Survey   |
| 778903 | 2011 BP35                | 28 gennaio 2011   | Mount Lemmon Survey   |
| 778904 | 2011 BZ35                | 28 gennaio 2011   | Mount Lemmon Survey   |
| 778905 | 2011 BG41                | 30 gennaio 2011   | Z. Kuli, K. Sárneczky |
| 778906 | 2011 BZ49                | 31 gennaio 2011   | Z. Kuli, K. Sárneczky |
| 778907 | 2011 BK57                | 30 gennaio 2011   | Mount Lemmon Survey   |
| 778908 | 2011 BO57                | 30 gennaio 2011   | Mount Lemmon Survey   |
| 778909 | 2011 BS58                | 16 marzo 2007     | Mount Lemmon Survey   |
| 778910 | 2011 BS62                | 30 settembre 2003 | Spacewatch            |
| 778911 | 2011 BA64                | 14 gennaio 2011   | Spacewatch            |
| 778912 | 2011 BF70                | 29 gennaio 2011   | Mount Lemmon Survey   |
| 778913 | 2011 BV80                | 28 gennaio 2011   | Mount Lemmon Survey   |
| 778914 | 2011 BL84                | 27 gennaio 2011   | CSS                   |
| 778915 | 2011 BN88                | 27 gennaio 2011   | Mount Lemmon Survey   |
| 778916 | 2011 BU93                | 28 gennaio 2011   | Mount Lemmon Survey   |
| 778917 | 2011 BJ96                | 8 gennaio 2011    | Mount Lemmon Survey   |
| 778918 | 2011 BC100               | 14 dicembre 2010  | Mount Lemmon Survey   |
| 778919 | 2011 BM103               | 27 gennaio 2011   | Mount Lemmon Survey   |
| 778920 | 2011 BY103               | 28 dicembre 2005  | Spacewatch            |
| 778921 | 2011 BG105               | 28 gennaio 2011   | Mount Lemmon Survey   |
| 778922 | 2011 BE106               | 9 marzo 2002      | Spacewatch            |
| 778923 | 2011 BP106               | 29 gennaio 2011   | Spacewatch            |
| 778924 | 2011 BW107               | 5 febbraio 2011   | Pan-STARRS            |
| 778925 | 2011 BN110               | 5 febbraio 2011   | Pan-STARRS            |
| 778926 | 2011 BT111               | 25 febbraio 2011  | Mount Lemmon Survey   |
| 778927 | 2011 BS113               | 5 febbraio 2011   | Pan-STARRS            |
| 778928 | 2011 BU129               | 28 gennaio 2011   | Mount Lemmon Survey   |
| 778929 | 2011 BB130               | 28 gennaio 2011   | Mount Lemmon Survey   |
| 778930 | 2011 BD134               | 29 gennaio 2011   | Mount Lemmon Survey   |
| 778931 | 2011 BT135               | 29 gennaio 2011   | Mount Lemmon Survey   |
| 778932 | 2011 BO137               | 29 gennaio 2011   | Mount Lemmon Survey   |
| 778933 | 2011 BK138               | 29 gennaio 2011   | Mount Lemmon Survey   |
| 778934 | 2011 BT138               | 29 gennaio 2011   | Mount Lemmon Survey   |
| 778935 | 2011 BP140               | 21 novembre 2005  | Spacewatch            |
| 778936 | 2011 BL141               | 29 gennaio 2011   | Mount Lemmon Survey   |
| 778937 | 2011 BU141               | 29 gennaio 2011   | Mount Lemmon Survey   |
| 778938 | 2011 BQ144               | 29 gennaio 2011   | Mount Lemmon Survey   |
| 778939 | 2011 BD145               | 29 gennaio 2011   | Mount Lemmon Survey   |
| 778940 | 2011 BL145               | 29 gennaio 2011   | Mount Lemmon Survey   |
| 778941 | 2011 BC146               | 29 gennaio 2011   | Mount Lemmon Survey   |
| 778942 | 2011 BD149               | 29 gennaio 2011   | Mount Lemmon Survey   |
| 778943 | 2011 BY157               | 13 gennaio 2011   | Mount Lemmon Survey   |
| 778944 | 2011 BC164               | 16 gennaio 2011   | Mount Lemmon Survey   |
| 778945 | 2011 BC165               | 7 febbraio 2011   | Mount Lemmon Survey   |
| 778946 | 2011 BM165               | 2 marzo 2011      | Mount Lemmon Survey   |
| 778947 | 2011 BY168               | 7 febbraio 2011   | Mount Lemmon Survey   |
| 778948 | 2011 BA169               | 7 febbraio 2011   | Mount Lemmon Survey   |
| 778949 | 2011 BC173               | 20 novembre 2014  | Pan-STARRS            |
| 778950 | 2011 BJ173               | 23 gennaio 2011   | Mount Lemmon Survey   |
| 778951 | 2011 BP173               | 29 gennaio 2011   | Mount Lemmon Survey   |
| 778952 | 2011 BH174               | 7 febbraio 2011   | Mount Lemmon Survey   |
| 778953 | 2011 BA175               | 31 gennaio 2016   | Pan-STARRS            |
| 778954 | 2011 BF176               | 15 ottobre 2014   | Spacewatch            |
| 778955 | 2011 BE177               | 2 marzo 2011      | Mount Lemmon Survey   |
| 778956 | 2011 BN177               | 10 febbraio 2011  | Mount Lemmon Survey   |
| 778957 | 2011 BT179               | 30 gennaio 2011   | Mount Lemmon Survey   |
| 778958 | 2011 BL180               | 28 gennaio 2011   | Mount Lemmon Survey   |
| 778959 | 2011 BC182               | 8 febbraio 2011   | Mount Lemmon Survey   |
| 778960 | 2011 BK183               | 28 gennaio 2011   | Mount Lemmon Survey   |
| 778961 | 2011 BN183               | 29 ottobre 2014   | Pan-STARRS            |
| 778962 | 2011 BX188               | 29 gennaio 2011   | Mount Lemmon Survey   |
| 778963 | 2011 BG190               | 13 marzo 2016     | Mount Lemmon Survey   |
| 778964 | 2011 BZ190               | 29 gennaio 2011   | Mount Lemmon Survey   |
| 778965 | 2011 BV193               | 29 gennaio 2011   | Spacewatch            |
| 778966 | 2011 BS194               | 30 gennaio 2011   | Mount Lemmon Survey   |
| 778967 | 2011 BU194               | 30 gennaio 2011   | Pan-STARRS            |
| 778968 | 2011 BD195               | 30 gennaio 2011   | Pan-STARRS            |
| 778969 | 2011 BE195               | 28 gennaio 2011   | Mount Lemmon Survey   |
| 778970 | 2011 BP195               | 16 gennaio 2011   | Mount Lemmon Survey   |
| 778971 | 2011 BW196               | 29 gennaio 2011   | Mount Lemmon Survey   |
| 778972 | 2011 BP197               | 30 gennaio 2011   | Pan-STARRS            |
| 778973 | 2011 BX197               | 29 gennaio 2011   | Mount Lemmon Survey   |
| 778974 | 2011 BM198               | 27 gennaio 2011   | Mount Lemmon Survey   |
| 778975 | 2011 BV200               | 30 gennaio 2011   | Mount Lemmon Survey   |
| 778976 | 2011 BP201               | 27 gennaio 2011   | Mount Lemmon Survey   |
| 778977 | 2011 BR201               | 21 settembre 2009 | Spacewatch            |
| 778978 | 2011 BV201               | 14 gennaio 2011   | Spacewatch            |
| 778979 | 2011 BE202               | 29 gennaio 2011   | Mount Lemmon Survey   |
| 778980 | 2011 BN202               | 26 gennaio 2011   | Spacewatch            |
| 778981 | 2011 BW202               | 28 gennaio 2011   | Mount Lemmon Survey   |
| 778982 | 2011 BK207               | 29 gennaio 2011   | Mount Lemmon Survey   |
| 778983 | 2011 BV207               | 30 gennaio 2011   | Pan-STARRS            |
| 778984 | 2011 BU208               | 28 gennaio 2011   | Mount Lemmon Survey   |
| 778985 | 2011 BO209               | 26 gennaio 2011   | Mount Lemmon Survey   |
| 778986 | 2011 BW209               | 23 gennaio 2011   | Mount Lemmon Survey   |
| 778987 | 2011 BA210               | 27 gennaio 2011   | Mount Lemmon Survey   |
| 778988 | 2011 BH210               | 13 febbraio 2011  | Mount Lemmon Survey   |
| 778989 | 2011 BR212               | 16 gennaio 2011   | Mount Lemmon Survey   |
| 778990 | 2011 CK11                | 5 febbraio 2011   | Mount Lemmon Survey   |
| 778991 | 2011 CK26                | 5 febbraio 2011   | CSS                   |
| 778992 | 2011 CF29                | 6 febbraio 2011   | Mount Lemmon Survey   |
| 778993 | 2011 CP31                | 5 febbraio 2011   | Spacewatch            |
| 778994 | 2011 CJ41                | 8 febbraio 2011   | Mount Lemmon Survey   |
| 778995 | 2011 CO41                | 8 febbraio 2011   | Mount Lemmon Survey   |
| 778996 | 2011 CY41                | 24 gennaio 2011   | Spacewatch            |
| 778997 | 2011 CZ48                | 28 gennaio 2017   | Pan-STARRS            |
| 778998 | 2011 CV51                | 7 febbraio 2011   | Mount Lemmon Survey   |
| 778999 | 2011 CP55                | 8 febbraio 2011   | Mount Lemmon Survey   |
| 779000 | 2011 CF61                | 8 febbraio 2011   | Mount Lemmon Survey   |